# 钻鳞肋毛蕨
钻鳞肋毛蕨（学名：Ctenitis thrichorhachis）为叉蕨科肋毛蕨属下的一个种。

## 扩展阅读
- 維基物種上的相關：钻鳞肋毛蕨